# Aragua de Barcelona
Aragua de Barcelona é a cidade capital do município do mesmo nome, um dos 21 municípios que formam o Estado de Anzoátegui, a leste da Venezuela. Localizado na região centro-ocidental do estado, o município de Aragua têm uma superfície de 2.624 quilômteros quadrados e uma população de 27.025 habitantes (censo 2001). Está dividida em duas paróquias, Aragua de Barcelona e Cachipo.
Localmente, os habitantes referem-se à pequena cidade unicamente pelo nome curto de Aragua.